# Baena (Gerichtsbezirk)
Der Gerichtsbezirk Baena ist einer der zwölf Gerichtsbezirke in der spanischen Provinz Córdoba.
Der Bezirk umfasst 3 Gemeinden auf einer Fläche von 522,57 km² mit dem Hauptquartier in Baena.

## Gemeinden
| Gemeinde             | Einwohner (2024) | Fläche km² | Dichte Einw./km² | Cod INE | Postleitzahl |
| -------------------- | ---------------- | ---------- | ---------------- | ------- | ------------ |
| Baena                | 18.436           | 362,51     | 51               | 14007   | 14850        |
| Luque                | 2.809            | 140,76     | 20               | 14039   | 14880        |
| Valenzuela           | 1.041            | 19,30      | 54               | 14063   | 14670        |
| Gerichtsbezirk Baena | 22.286           | 522,57     | 43               | –       | –            |